# The Ladies Man (2000)
The Ladies Man is een Amerikaanse komediefilm uit 2000, geregisseerd door Reginald Hudlin en geproduceerd door Lorne Michaels. De hoofdrollen worden vertolkt door Tim Meadows, Karyn Parsons en Billy Dee Williams.

## Verhaal
Leon Phelps is een zachte liefdesexpert, die de relatieproblemen in de wereld op een hilarische manier probeert op te lossen. Tot het later fout gaat. Wanneer hij een brief van een ex-vriendin krijgt die hem een leven vol rijkdom belooft, lijkt het weer de goede kant op te gaan. Hij moet alleen nog uitzoeken welke van zijn ex-vriendinnen die brief nou eigenlijk heeft geschreven.

## Rolbezetting
| Acteur             | Personage     |
| ------------------ | ------------- |
| Tim Meadows        | Leon Phelps   |
| Karyn Parsons      | Julie Simmons |
| Billy Dee Williams | Lester        |
| John Witherspoon   | Scrap Iron    |
| Jill Talley        | Candy         |
| Lee Evans          | Barney        |
| Will Ferrell       | Lance DeLune  |
| Tiffani Thiessen   | Honey DeLune  |
| Sofia Milos        | Cheryl        |
| Eugene Levy        | Bucky Kent    |
| David Huband       | Frank         |